# Detlef Grumbach

Detlef Grumbach (2025)

Detlef Grumbach (* 7. Juni 1955 in Detmold) ist ein deutscher Journalist, Publizist und Buchautor. Außerdem war Grumbach einer der Verleger des Männerschwarm Verlags GmbH.

## Leben
An der Universität Bielefeld hat Grumbach in den siebziger Jahren Germanistik studiert, um Deutschlehrer zu werden. Er war Mitbegründer des Bielefelder Arbeiter- und Studententheaters. Nach einer Tätigkeit in einem Jugendzentrum in Norderstedt hat er dieses Berufsziel 1980 aufgegeben und war nach einer Umschulung Buchhändler in der Internationalen Buchhandlung in Hamburg bis 1990. Gleichzeitig begann er, nebenher als Journalist und Autor zu arbeiten. Schwerpunkte seiner Arbeit sind Literaturkritik, LGBT-Politik, Sexualität, AIDS und Alltagsreportagen. Grumbach arbeitete und arbeitet für zahlreiche Sender (NDR, DLF, DLR, WDR, SR, RB und HR), Tageszeitungen und Zeitschriften (Die Zeit, Die Woche, Freitag, junge Welt,  Deutsches Allgemeines Sonntagsblatt, Süddeutsche Zeitung, Hannoversche Allgemeine, Frankfurter Rundschau, Berliner Zeitung und die taz).
Das Spektrum seiner Arbeit reicht von Heroinabgabe an Schwerstabhängige über die Reportage 100 Jahre Edeka bis zum Privaten Bekenntnis eines Politikers und seinen politischen Dimensionen: Ich bin schwul – und das ist auch gut so! oder die Reportage Wenn du nicht spurst, kommst du ins Heim! über die Heimerziehung in Westdeutschland zwischen 1950 und 1970. Grumbach schrieb Radiofeatures über Martin Dannecker, Lion Feuchtwanger, Christian Dietrich Grabbe, Christian Geissler, Hermann Kesten, Richard Plant, Uwe Timm und Feridun Zaimoglu. Grumbach lebt in einem Wohnprojekt in Hamburg-St. Georg. Sein Freund Christian Geissler verbrachte dort seine letzten Lebensjahre. Seit 2014 ist er Vorsitzender der Christian-Geissler-Gesellschaft. Als Vorsitzender hat er es sich zur Aufgabe gemacht, das Werk des 2008 verstorbenen Hamburger Schriftstellers und Dokumentarfilmers aus der Versenkung zu holen und einer interessierten Öffentlichkeit wieder zugänglich zu machen.

## Auszeichnung
1999 wurde Detlef Grumbach mit dem Felix Rexhausen Preis des BLSJ für besonderes publizistisches Engagement bei der Berichterstattung über Lesben und Schwule ausgezeichnet, und zwar für ein Feature im Deutschlandfunk über schwule Geschichte: „Bürger wider Willen – die Schwulen-Bewegung zwischen Revolte und Integration“, ein Porträt Martin Danneckers, ausgestrahlt am 13. Juni 1998 im Deutschlandfunk.
Für seine Sendung über die Geschichte der Edeka und ihre Nähe zur NSDAP wurde er im November 2008 mit dem erstmals verliehenen Hans-Strothoff-Journalistenpreis ausgezeichnet. Der Preis für Berichterstattung über den inhabergeführten Facheinzelhandel wird in drei Rängen und als Nachwuchspreis vergeben. Detlef Grumbach erhielt den dritten Preis.

## Werke (Auswahl)
- Streichung von § 175 StGB [Manuskript]. Sendebeitrag WDR 3, Hörfunk 'Kritisches Tagebuch' 8. Januar 1991.
- Die Linke und das Laster. Arbeiterparteien und Homosexualität: Tradition und Situation [Manuskript]. Radiofeature. Deutschlandfunk 19. Februar 1991.
- (Hg.): Die Linke und das Laster. Schwule Emanzipation und linke Vorurteile. Hamburg 1995. ISBN 3-928983-30-X.
- (Hg.): Was heißt hier schwul. Politik und Identitäten im Wandel. Hamburg 1997. ISBN 3-928983-54-7.
- (Hg.): Over the Rainbow. Ein Lesebuch zum Christopher-Street-Day. Hamburg 2001. ISBN 3-928983-94-6.
- ... und nichts als nur Verzweiflung kann uns retten. Ein Hörbuch zu Christian Dietrich Grabbe (1801–1836). Aisthesis-Verlag 2001.
- Genossenschaften. Engagierte Gemeinschaften für Unabhängigkeit, Qualität und gesellschaftliche Innovation. Mit Zeichnungen von Tom Krüger. Berlin 2006. ISBN 978-3-937683-08-9.
- (Hg.): Schwule Nachbarn. 22 Erlebnisse. Hamburg 2007. ISBN 978-3-939542-02-5.
- Das Unrechtssystem der Heimerziehung. Fürsorgeerziehung in der alten Bundesrepublik von 1949 bis 1975. In: Hans-Uwe Otto und Hans Thiersch (Hg.): neue praxis. Zeitschrift für Sozialarbeit, Sozialpädagogik und Sozialpolitik, Jg. 40, Heft 6 (2010). Verlag neue praxis GmbH. Lahnstein, ISSN 0342-9857, S. 558–566.
- mit Dr. Burchard Bösche: Wirtschaftliche Vereine – Dorfläden als wirtschaftliche Vereine – Wirtschaftliche Vereine als kleine Genossenschaften, Zentralverband der deutschen Konsumgenossenschaften, Hamburg 2010. ISBN 978-3-839190-41-8.
- (Hg.): Treffpunkt im Unendlichen: Fredric Kroll – Ein Leben für Klaus Mann. Hamburg 2015. ISBN 978-3-86300-191-9.
- (Hg.): Der Radikale. Christian Geisslers Literatur der Grenzüberschreitung. Berlin 2017. ISBN 978-3-95732-275-3.
- Andreas Meyer-Hanno. Eine Biographische Skizze. In: Detlef Grumbach (Hg.): Grosse Oper. Andreas Meyer-Hanno, die Schwulenbewegung und die Hannchen-Mehrzweck-Stiftung. Männerschwarm. Hamburg 2018, ISBN 978-3-86300-253-4, S. 7–89.
- (Hg.): Kamalatta lesen. Aktuelle Perspektiven auf Christian Geisslers „Romantisches Fragment“. Verbrecher Verlag. Berlin 2021. ISBN 978-3-95732-501-3.